# Julien Wartelle
Julien Victor Wartelle (Lilla, Nord, 26 de febrer de 1889 – Lilla, 12 d'agost de 1943) va ser un gimnasta artístic francès que va competir en els anys posteriors a la Primera Guerra Mundial. Era germà del també gimnasta Paul Wartelle.
El 1920 va prendre part en els Jocs Olímpics d'Anvers, on guanyà la medalla de bronze en el concurs complet per equips del programa de gimnàstica.